# Жале (цвинтар)
Центральне кладовище Жале (словен. Centralno pokopališče Žale) — найбільший цвинтар Любляни та Словенії загалом; розташований в районі Бежиград (словен. Bežigrad), керується публічною компанією Žale.

## Назва

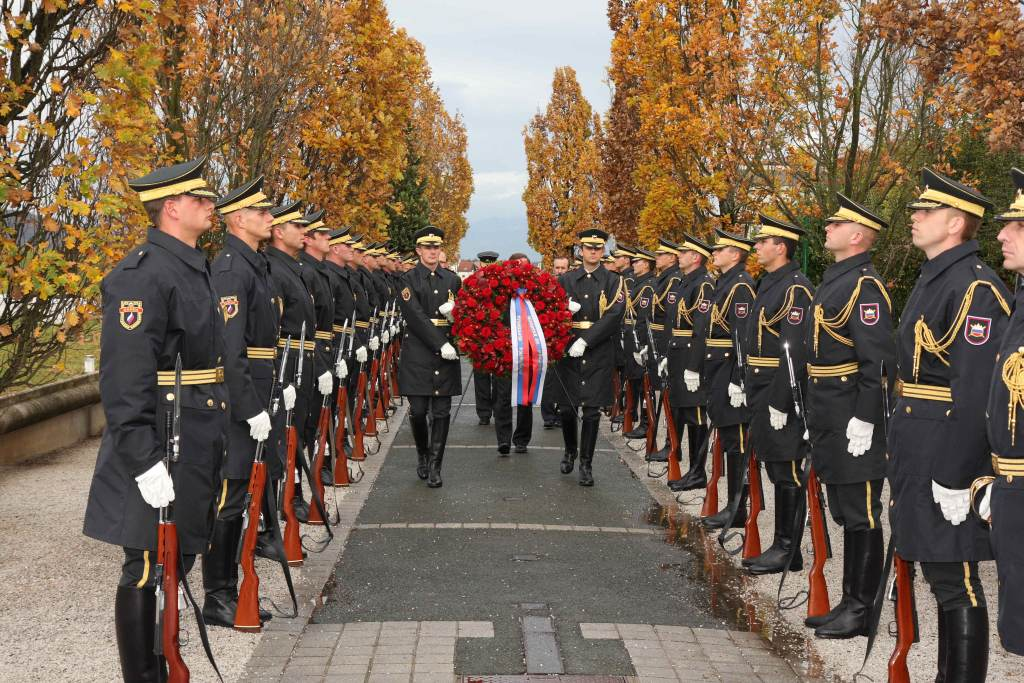
Церемонія пам'яті загиблих у Десятиденній війні 1991

Назва походить від слова zale, що означає цвинтар.

## Історія
Цвинтар Жале був заснований у 1906 неподалік церкви Святого Хреста. Перше поховання було здійснено 3 травня цього ж року — в цей день зі старого цвинтаря Нав'є сюди перевезли тіло священника Мартіна Маленшека (словен. Martin Malenšek).
Протягом Першої світової війни на цвинтарі ховали загиблих солдат з усіх воюючих сторін. Усі поховані в Жале були римо-католиками; протестантів, юдеїв та мусульман ховали на території цвинтаря Нав'є. У 1923 влада дозволила ховати на території Жале юдеїв та мусульман, однак тільки із зовнішнього боку стіни цвинтаря.
У 1931 була відкрита нова частина цвинтаря — частина В. Тут був організований італійський військовий цвинтар, де перепоховали загиблих італійських солдатів, транспортованих з території частини А. В цьому ж році організували й місця для поховання євреїв, відгороджені парканом від основної частини цвинтаря. У 1939 архітектор Едвард Равнікар збудував осуарій для жертв Першої світової війни, куди були поміщені рештки 5 258 жертв війни.
Зі збільшенням території та населення Любляни зростала й потреба в нових місцях для поховання. У 1930-х Жале був оголошений головним цвинтарем Любляни, після чого почали будувати плани щодо розширення його території. Оскільки план архітектора Іво Спінчіча (словен. Ivo Spinčič) не задовольнив владу, у 1936 було втілено в життя план архітектора Йоже Плечника. Нова частина цвинтаря, названа на честь останнього, була завершена у 1942. Вона має особливу архітектуру з монументальним входом у вигляді великої арки, малими каплицями та деякими додатковими спорудами.
До 1968 на території Жале небіжчиків лише закопували в землю, проте у цьому ж році був збудований крематорій, після чого небіжчиків почали також спалювати й ховати в колумбарії.
У 1974 із завершенням будівництва частини С територія цвинтаря знову була розширена. Ця частина була спроєктована архітектором Петером Кершеваном (словен. Peter Kerševan). У 1988 відкрилася частина D, або Нове Жале (словен. Nove Žale), спроєктована Марко Мушичем (словен. Marko Mušič).
Станом на 2008 площа цвинтаря Жале становила 375 тис. м²; він включає в себе частини А, В, С, розташовані на схід від Томачевської дороги (словен. Tomačevska cesta), та D, розташовану на захід від неї. П'ята частина цвинтаря, названа на честь архітектора Плечника, не використовується за прямим призначенням — лише для церемоній, що передують процесу поховання, та інших відповідних дій. На території Жале поховано більш ніж 150 тис. людей, приблизно 2 тис. з яких є видатними. Територія Жале оголошена культурною пам'яткою Словенії.

## Об'єкти

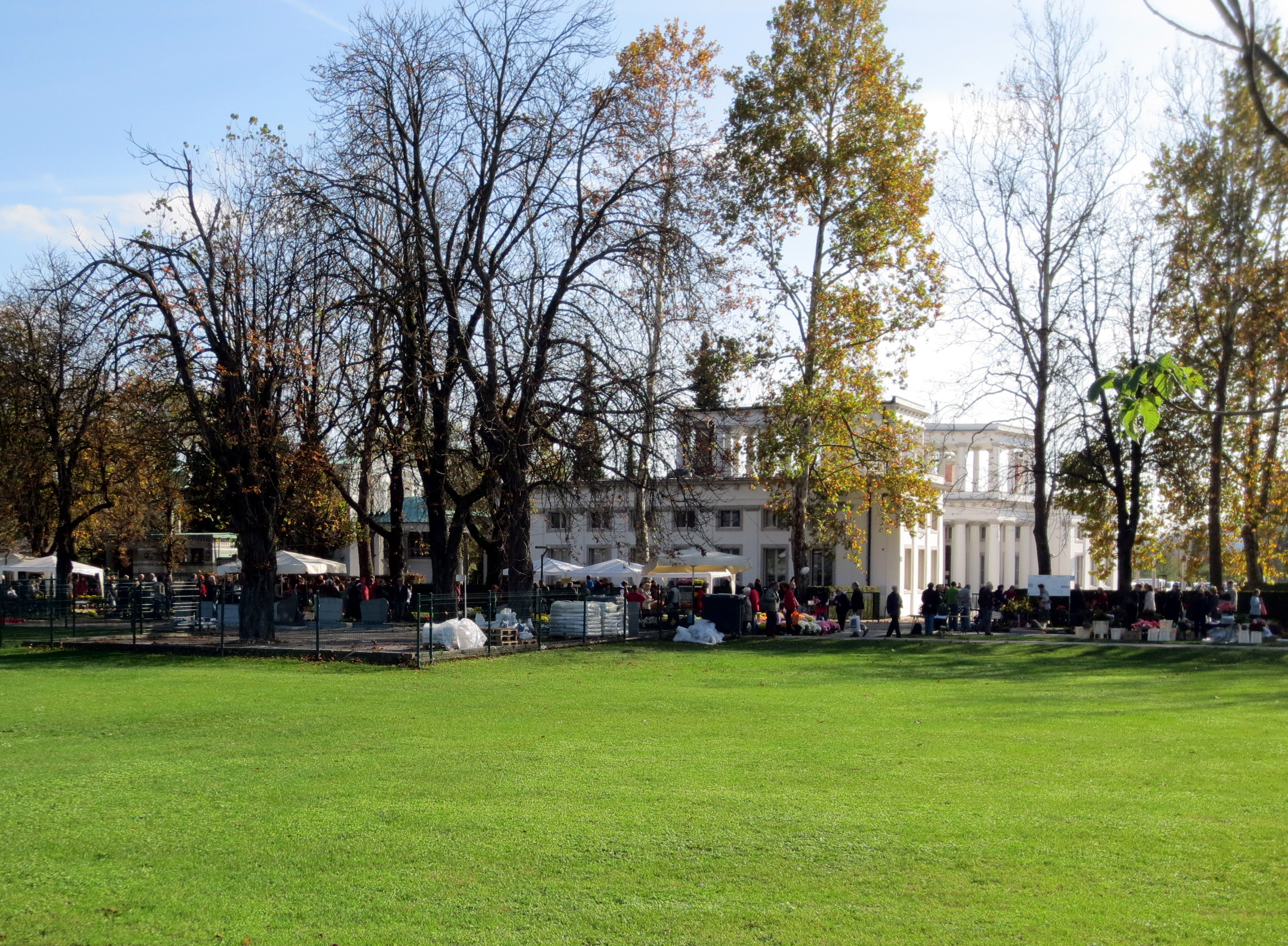
Будинки, спроєктовані Йоже Плечником

- Сад Усіх Святих[5] — місце, де виконуються передпоховальні обряди. До його складу входять:
  - брама з подвійною статуєю Христа та Божої Матері, що, за задумом Плечника, символізує перехід зі світу живих до світу померлих.[6] Браму оточують симетричні двоповерхові колонади, до яких прилягають адміністративні будинки;
  - каплиця Всіх Святих (головна каплиця цвинтаря);.[6]
  - чотирнадцять каплиць у різних архітектурних стилях; одна з них — каплиця Адама і Єви — присвячена невіруючим та представникам інших релігій;.[6]
  - столярний будинок — його фасад виконаний з цегли та каменю для того, щоб відрізнити від інших споруд, вкритих білою штукатуркою. Також на ньому присутні фігурні прикраси, виконані Славко Пенговом;[7]
- осуарій — пам'ятник жертвам Першої світової війни, у 1985 внесений до реєстру пам'яток;[8]
- австрійський військовий цвинтар (сектор В) — на ньому присутні могили 275 австрійських солдатів; у 1962 тут був встановлений пам'ятник;[9]
- італійський військовий цвинтар (сектор В) — розташований біля австрійського; тут знаходяться могили 1176 італійських військових, що загинули під час Першої світової війни.[10]

## Видатні особи

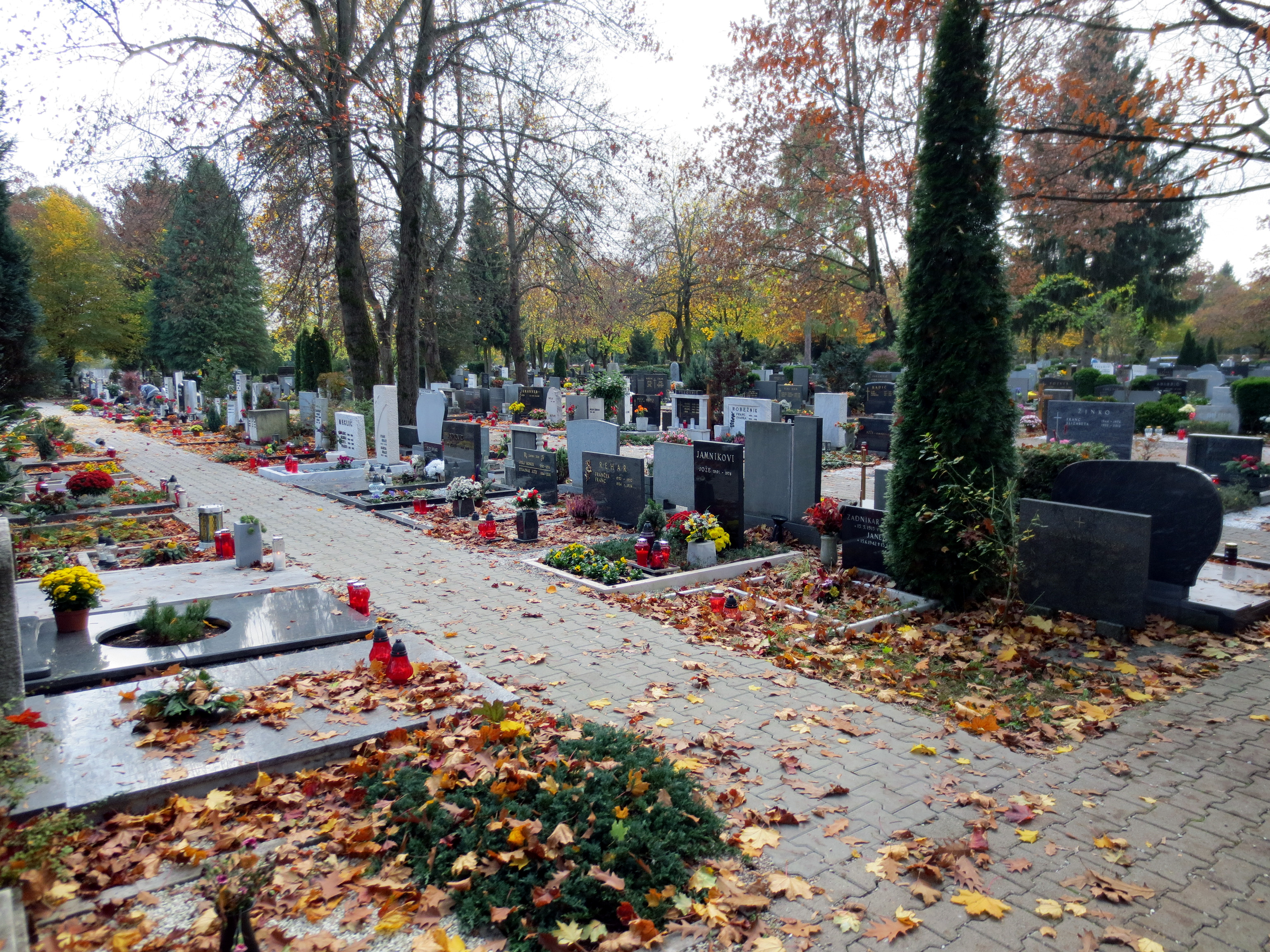
Могили на Жале

- Фран Альбрехт — редактор, політик
- Вера Альбрехт — поетеса
- Владімір Бартол — письменник
- Катя Бох — соціолог, дипломат, політик
- Іван Цанкар — політичний активіст
- Фран Салешкі Фінжгар — письменник, священник
- Ріхард Якопич — художник
- Даворин Єнко — композитор, автор сербського національного гімну
- Едвард Кардель — політик, комуністичний лідер
- Драготін Кетте — поет
- Едвард Коцбек — поет, есеїст, політик
- Мілан Комар — філософ
- Янез Крек — політик
- Драготін Лончар — історик, політик
- Янез Менарт — поет
- Йосип Мурн — поет
- Лілі Нові — поетеса
- Антон Петерлін — фізик
- Леонід Пітаміч — юрист
- Йоже Плечник — архітектор
- Руді Шеліго — письменник, політик, драматург
- Домінік Смоле — письменник, драматург
- Матей Стернен — художник
- Грегор Стрніша — поет
- Єрней Шугман — актор
- Йосип Відмар — літературний критик
- Мілан Відмар — інженер-електрик, шахіст
- Ангела Воде — політик, феміністка
- Грегор Жер'яв — політик
- Вітоміл Зупан — письменник
- Отон Жупанчич — поет

Всього на території Жале поховано близько 2 тис. видатних людей.